# 松平直徳

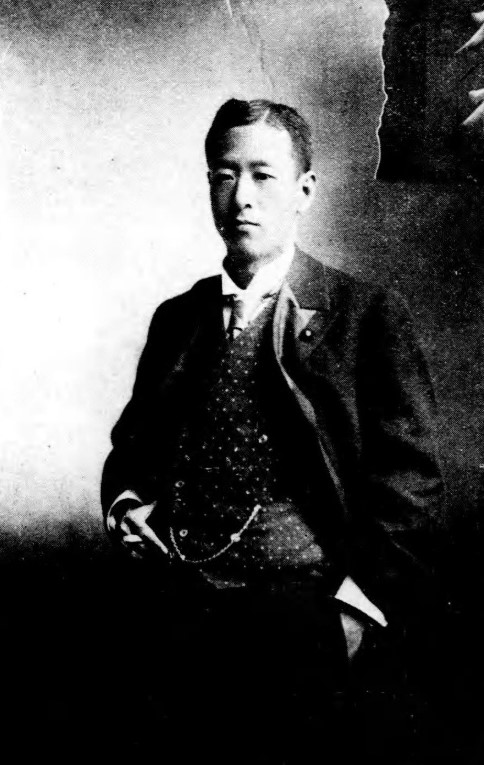
松平直徳

松平 直徳（まつだいら なおのり、1869年8月30日（明治2年7月23日）- 1931年（昭和6年）12月24日）は、明治から昭和期の実業家、政治家、華族。貴族院子爵議員。幼名は祥次郎。

## 経歴
旧播磨明石藩主・松平慶憲の二男として生まれる。1884年（明治17年）3月26日、兄・直致の養子となり、同年4月2日、兄の隠居に伴い家督を継承し直徳と改名した。同年7月8日、子爵を叙爵した。
1903年（明治36年）1月23日、貴族院子爵議員補欠選挙で当選し、研究会に所属して活動し、1925年（大正14年）7月9日まで4期在任した。その他、明石銀行取締役、辰馬本家酒造取締役などを務めた。

## 栄典
- 1914年（大正3年）12月28日 - 従三位[8]

## 親族
- 妻：精子（せいこ、松平乗命長女）[1]
- 長男：直祥（子爵）[1][9]
- 次男：敬次郎[9]
- 三男：直頴（頴次郎[9]）
- 四男：禮次郎[9]
- 妻：初子（岩倉具張長女、西郷従徳養女）[1]
- 姪：英子（亡兄直致長女、子爵品川弥二郎長男・弥一の妻）[9]
- 姪：任男子（亡兄直致四女、「白鹿」製造元辰馬本家酒造13代当主・辰馬吉左衞門の妻）[10]